# Argiolestes roon
Argiolestes roon là loài chuồn chuồn trong họ Argiolestidae. Loài này được Kalkman, Richards & Polhemus mô tả khoa học đầu tiên năm 2010.